# Người Hoa Nùng
Người Hoa Nùng là một nhánh của sắc tộc Hán tại Việt Nam. Họ từng sống đông đảo tại tỉnh Hải Ninh (cũ) trước khi dư vào Nam năm 1954. Người Hoa Nùng không được chính quyền thời Pháp thuộc xếp vào người Hoa do các vấn đề chính trị, và được gọi là người Nùng theo công việc chính của họ là làm nông; họ không có liên hệ gần với người Nùng nói ngôn ngữ Tai-Kadai. Người Hoa Nùng chủ yếu nói tiếng Quảng Đông và tiếng Khách Gia.